# Gambusia alvarezi
Gambusia alvarezi is een zoetwatervis, verwant aan het muskietenvisje, uit de familie Poeciliidae en de orde tandkarpers. Het is inheems in Mexico in de Río Conchos.
Gambusia alvarezi wordt niet groter dan 3 cm (mannetje) of 4 cm (vrouwtje). De soort staat als kwetsbaar op de internationale rode lijst.